# Stargate Atlantis
Stargate Atlantis è uno spin-off della serie televisiva Stargate SG-1, che a sua volta è basata sul film Stargate (1994). È andato in onda per la prima volta negli Stati Uniti il 16 luglio 2004, mentre in Italia è stato trasmesso a partire dal 4 marzo 2005.
In questa nuova serie viene scoperto in Antartide un avamposto degli Antichi, i creatori degli Stargate, dove si scopre finalmente come raggiungere la mitica città di Atlantide nella galassia di Pegaso.
L'episodio di apertura, "Nascita (Parte 1)", segue nella storia il secondo episodio dell'ottava stagione della serie Stargate SG-1: "Un nuovo ordine Parte 2".
In seguito al grande successo di pubblico sono state prodotte cinque stagioni per un totale di 100 episodi complessivi. Nell'agosto 2008, Sci-Fi Channel ha comunicato che la quinta stagione sarebbe stata quella conclusiva ed è stata ufficializzata la produzione della terza serie sotto il franchise di Stargate ovvero Stargate Universe, in onda dalla fine di ottobre 2009 e durata due stagioni.

## Trama
La serie racconta le avventure di un gruppo di scienziati e militari che hanno intrapreso un viaggio di sola andata verso la città perduta di Atlantide, situata nella Galassia di Pegaso. Come nel caso delle Squadre SG di Stargate SG-1, l'utilizzo del portale ha posto l'umanità in contatto con altre culture, alcune umane e altre aliene, alcune amiche e altre ostili.

## Episodi
| Stagione         | Episodi | Prima TV originale | Prima TV Italia |
| ---------------- | ------- | ------------------ | --------------- |
| Prima stagione   | 20      | 2004               | 2005            |
| Seconda stagione | 20      | 2005               | 2006            |
| Terza stagione   | 20      | 2006               | 2007            |
| Quarta stagione  | 20      | 2007               | 2008            |
| Quinta stagione  | 20      | 2008-2009          | 2014            |

## Personaggi e interpreti
- John Sheppard, interpretato da Joe Flanigan.
- Teyla Emmagan, interpretata da Rachel Luttrell.
- Rodney McKay, interpretato da David Hewlett.
- Carson Beckett (stagioni 1-3, 5), interpretato da Paul McGillion.
- Aiden Ford (stagione 1-2), interpretato da Rainbow Sun Francks.
- Elizabeth Weir (stagioni 1-3), interpretata da Torri Higginson.
- Ronon Dex (stagioni 2-5), interpretato da Jason Momoa.
- Samantha Carter (apparizioni in stagioni 1-2-3-5, cast fisso stagione 4), interpretata da Amanda Tapping.
- Richard Woolsey (stagione 5), interpretato da Robert Picardo.
- Jennifer Keller (stagione 4-5), interpretata da Jewel Staite.
- Radek Zelenka, interpretato da David Nykl

## La xenobiologia di Stargate Atlantis

### Antichi
Un'antica razza tecnologicamente avanzata che una volta abitava la Terra e altri pianeti della Via Lattea. Sono i costruttori degli Stargate. Gli Antichi hanno lasciato la Terra per un pianeta della galassia di Pegaso dove si svolge Stargate Atlantis (vedi La città più avanti), portando con sé la loro città, con l'intento di diffondere la vita nella nuova galassia.
Si sono però imbattuti in un nemico, i Wraith, che, benché dotato di tecnologia inferiore a quella degli Antichi, li superava in gran lunga di numero. Assediati all'interno di Atlantide, gli Antichi sopravvissuti si ritirarono sulla Terra, tramandando ai Greci la leggenda di Atlantide e il loro unico gene. Una piccola parte degli umani della Terra ha ancora il gene degli Antichi ("Attivatore della Tecnologia degli Antichi" o ATA) che permette loro di utilizzare la tecnologia degli Antichi, in particolare, il Maggiore John Sheppard della spedizione scientifica su Atlantide. Il Dott. Carson Beckett sta facendo esperimenti sulla possibilità di trasferire il gene ATA per mezzo di un retrovirus (efficace solo sul 48% dei riceventi).

### Athosiani
Umani del pianeta Athos nella Galassia di Pegaso. Gli Athosiani sono probabilmente una nazione nata grazie alla "diffusione" della vita umana nella Galassia di Pegaso da parte degli Antichi. Gli Athosiani possedevano tecnologia avanzata, ma a causa della minaccia dei Wraith vivevano su Athos con una cultura pre-industrializzata. Il leader degli Athosiani è Teyla Emmagan. Non si conosce nessun Athosiano che possieda il gene ATA, tuttavia, dopo una scoperta della Dott.sa Weir si sa che molti Athosiani - inclusa Teyla - hanno un piccolo numero di geni Wraith a causa di esperimenti cui sono stati sottoposti alcuni dei loro antenati. Questi geni danno a chi li possiede la facoltà di avvertire la vicinanza dei Wraith ascoltando involontariamente le loro comunicazioni telepatiche. Inoltre, sembra che gli individui dotati di questo gene possano attivare la tecnologia Wraith in modo analogo al gene ATA. Non si conoscono dettagli più specifici sul gene Wraith, essendo una scoperta relativamente recente.

### Genii
Umani originari di un pianeta nella galassia di Pegaso. Agli estranei, si mostrano come semplici contadini, comportandosi come le popolazioni Amish della Terra. In realtà i Genii si trovano ad un livello tecnologico paragonabile a quello della Terra negli anni trenta: hanno l'elettricità, primitivi monitor televisivi e armi da fuoco. Molte generazioni prima, i sopravvissuti di una razzia Wraith si sono rifugiati sotto terra, all'interno di bunker dimenticati, e là hanno ricostruito la loro civiltà, realizzando sempre nuove strutture sotterranee. Cosa più importante, i Genii hanno concentrato i loro sforzi contro i Wraith con un programma per sviluppare una bomba atomica da sganciare sulle navi-alveare. Tuttavia, al momento del loro incontro con la spedizione Atlantis, i Genii non avevano ancora scoperto come costruire un innesco efficace o come arricchire l'uranio. I Genii si infuriarono nello scoprire che la squadra Atlantis aveva svegliato i Wraith prima del tempo, ma si accordarono per un aiuto reciproco. La missione congiunta Genii-Atlantis che ne risultò andò male, con la perdita di un importante capo Genii e il fallimento di ogni tentativo Genii di distruggere le navi-alveare con una bomba a fissione (la squadra crede comunque che il grande numero di navi-alveare - oltre 60 - renda impraticabile il piano dei Genii). I Genii divengono quindi nemici della squadra di spedizione Atlantis e sono decisi a procurarsi l'esplosivo C-4 per usarlo poi come innesco per i loro ordigni.

### Tau'ri (umani dalla Terra)
Gli umani del pianeta Terra della galassia Via Lattea. La squadra di spedizione internazionale nella Galassia di Pegaso è formata da un reparto civile e da uno militare, chiamato anche "squadra di sicurezza". A capo degli umani su Atlantide c'è un civile, la Dott.sa Elizabeth Weir; il comandante in capo del reparto militare è il Mag. John Sheppard dopo la morte del suo predecessore, il Col. Marshal Sumner.
Nella quarta stagione alla Dott.sa Weir (dispersa, poi si seppe deceduta a causa dei Replicanti) succede al comando una ben nota conoscenza dei fan Stargate: il Colonnello Samantha Carter (nella realtà Amanda Tapping).

### Wraith
Questa specie costrinse gli Antichi a lasciare la galassia di Pegaso molto tempo fa, sconfiggendoli grazie all'impiego di un avamposto di clonazione che consentì loro di superare gli Antichi in numero di gran lunga, e attualmente sono il nemico principale in Stargate Atlantis.
Mantengono migliaia di mondi popolati da umani come fonte di cibo, poiché si nutrono dell'energia vitale degli altri esseri viventi. I Wraith seguono uno schema ciclico: si addormentano in ibernazione per molti anni o addirittura per generazioni, spazzano la galassia di Pegaso per "sfoltire la loro mandria umana", e infine si fermano quando rimangono solo i sopravvissuti necessari a mantenere la "popolazione dell'allevamento".
Benché la loro tecnologia sia altamente avanzata e paragonabile a quella degli Antichi (la somiglianza fra i Dart dei Wraith e i Jumper degli Antichi, per esempio), è stato grazie al loro grande numero, raggiunto in poco tempo grazie a un processo di clonazione, che i Wraith sono riusciti a costringere gli Antichi ad abbandonare la galassia di Pegaso.
Si è scoperto che la lingua dei Wraith è in realtà un derivato di quella degli Antichi, il che potrebbe significare che i Wraith sono comparsi dopo l'arrivo degli Antichi nella galassia di Pegaso, e che potrebbero essersi evoluti in parte dal DNA antico/umano; c'è anche una concreta possibilità, ipotizzata dalla Squadra di Spedizione, che gli stessi Wraith siano una creazione accidentale degli Antichi.
La civiltà Wraith sembra avere centro in enormi "navi-alveare". Le informazioni raccolte dal computer di una nave-alveare hanno permesso di scoprire che ce ne sono oltre 60 nella galassia di Pegaso.

### Asuriani
Gli Asuriani sono simili ai Replicatori, ma hanno forma umana e furono costruiti dagli Antichi nella Galassia di Pegaso per combattere i Wraith. Sono costituiti da naniti, e nella loro programmazione è presente una direttiva che gli impedisce di attaccare i loro creatori. Quando però il dottor McKay modifica il programma di base di uno di loro, essi riescono a eliminare quel divieto, sorprendendo gli Antichi stessi. Infatti, colto impreparato, il capitano Heila e l'intero equipaggio della Tria viene ucciso.
Gli Asuriani sono rimasti isolati su un pianeta per migliaia di anni, prima che la spedizione di Atlantis entrasse in contatto con loro: gli umani speravano di essersi imbattuti in una comunità di Antichi, invece avevano trovato dei terribili nemici, che proveranno più volte ad attaccare la città. La loro tecnologia è uguale a quella degli Antichi.
La differenza di questi replicanti da quelli della Via Lattea, è che le loro astronavi non sono fatte con le naniti ma sono fatte di materiali comuni che possono essere distrutti e per questo motivo la spedizione umana è riuscita più volte a fare parecchi danni o a utilizzare la loro tecnologia.
La Dottoressa Elizabeth Weir viene catturata da queste macchine e trasformata in una replicante.
Successivamente essa muore a causa di un test di Atlantide.
Il Dott Rodney McKay riesce a riprogrammare i Replicanti che iniziano una guerra contro i Wraith, ma quando i Replicanti cominciano a distruggere la fonte di cibo dei propri nemici, ovvero gli esseri umani, la spedizione di Atlantide si unisce con i Wraith ed i Travelers, sferrando un massiccio attacco che porterà alla distruzione dei Replicanti e del loro stesso pianeta.
Contro gli Asuriani, i terrestri impiegano via via armi sempre più potenti:
- inizialmente l'ARG[3];
- in seguito, nell'Area 51, si lavora al progetto delle PVARV, armi anti-replicanti su scala planetaria[4];
- infine, verranno impiegate prima nuove armi al plasma basate su tecnologia Asgard[5] e poi, a distanza di poco tempo, si utilizzerà una modifica del codice delle naniti che genera materia superdensa per la quale l'attrazione è di natura subspaziale e vince la repulsione tra le particelle che costituiscono la materia[5]. Sarà proprio quest'ultimo metodo a portare alla distruzione dei Replicanti e del loro pianeta.

## La città e la tecnologia
Gran parte degli eventi della serie si svolge nella città di Atlantide, che è fonte di molta della tecnologia utilizzata dai personaggi.

## Legami cronologici tra alcuni episodi delle serie Stargate Atlantis e Stargate SG-1
- Come già detto in precedenza, il primo episodio della prima stagione della serie Stargate Atlantis, ossia "Nascita
(Parte 1)", viene subito dopo il secondo episodio dell'ottava stagione della serie Stargate SG-1, ossia "Un
nuovo ordine Parte 2";
- il diciassettesimo episodio della prima stagione della serie Stargate Atlantis, ossia "Lettere da Atlantide", è sicuramente successivo al dodicesimo episodio dell'ottava stagione della serie Stargate SG-1, ossia "Prometheus sciolta", poiché nell'episodio della serie Stargate SG-1 George Hammond dichiara che non sono state ancora ricevute notizie dalla spedizione partita per Atlantide;
- il ventesimo episodio della prima stagione della serie Stargate Atlantis, ossia "L'assedio (parte 2)", è sicuramente successivo al ventesimo episodio dell'ottava stagione della serie Stargate SG-1, ossia "Moebius (parte 2)", poiché nell'episodio della serie Stargate Atlantis il Colonnello Everett informa la spedizione che sulla Terra è stato ritrovato uno ZPM da un gruppo di archeologi in Egitto, proprio quello rubato a Ra e nascosto dalla squadra SG-1; il colonnello informa anche dell'arrivo della Dedalus, la nuova nave terrestre, nominata per la prima volta nell'episodio N° 19 dell'ottava stagione della serie Stargate SG-1, ossia "Moebius (parte 1)", in cui Samantha Carter annuncia del suo recente completamento e che è stata dotata dell'iperdrive intergalattico Asgard per essere mandata proprio ad Atlantide;
- il terzo episodio della decima stagione della serie Stargate SG-1, ossia "Il
progetto Pegasus", è sicuramente successivo al quattordicesimo episodio della seconda stagione della serie Stargate Atlantis, ossia "In fondo all'oceano", poiché nell'episodio della serie Stargate SG-1 Rodney McKay accenna a raccontare a Samantha Carter la particolare esperienza vissuta nell'episodio della serie Stargate Atlantis;
- il tredicesimo episodio della decima stagione della serie Stargate SG-1, ossia "La via del non ritorno", è sicuramente successivo all'ottavo episodio della terza stagione della serie Stargate Atlantis, ossia "Dr. McKay e la signora Miller", poiché nell'episodio della serie Stargate SG-1 Samantha Carter racconta al Rodney McKay di una dimensione alternativa di un esperimento compiuto dal Rodney McKey della sua dimensione con l'ausilio della sorella nell'episodio della serie Stargate Atlantis;
- nell'undicesimo episodio della terza stagione della serie Stargate Atlantis, ossia "Il ritorno (parte 2)", viene impiegata dai terrestri contro gli Asuriani un'arma, chiamata "ARG", simile all'arma costruita precedentemente da Jack O' Neill, con la conoscenza degli Antichi in memoria, contro i Replicatori nell'undicesimo episodio dell'ottava stagione della serie Stargate SG-1, ossia "Gemelle"; i terrestri tentano di adoperare l'ARG anche successivamente contro i Replicatori nel film L'arca della verità;
- il quattordicesimo episodio della terza stagione della serie Stargate Atlantis, ossia "Salvataggio in extremis", è successivo di circa un anno al nono episodio della nona stagione della serie Stargate SG-1, ossia "Il prototipo", poiché, quando viene scoperto il dispositivo per l'ascensione nell'episodio della serie Stargate Atlantis, Elizabeth Weir racconta di un incidente avvenuto circa un anno prima all'SGC, riconoscendo che il dispositivo è simile al dispositivo utilizzato da Anubis per creare Khalek nell'episodio della serie Stargate SG-1; inoltre nell'episodio della serie Stargate Atlantis viene impiegato su Rodney McKay lo stesso dispositivo, chiamato "ascendometro", che serve a misurare il livello di evoluzione raggiunto dal cervello prima di una possibile ascensione, impiegato su Khalek nell'episodio della serie Stargate SG-1;
- il terzo episodio della quarta stagione della serie Stargate Atlantis, ossia "La riunificazione", è sicuramente successivo a tutti gli episodi della serie Stargate SG-1, poiché, in questo episodio della serie Stargate Atlantis, Samantha Carter lascia l'SGC per assumere il comando di Atlantide.
- Il film Continuum è sicuramente successivo al primo episodio della quinta stagione della serie Stargate Atlantis, ossia "Ricerca e salvataggio (2)", poiché nell'episodio della serie Stargate Atlantis Samantha Carter dichiara che "Hanno catturato l'ultimo clone di Ba'al e i Tok'ra vogliono rimuovere il simbionte";
- il settimo episodio della quinta stagione della serie Stargate Atlantis, ossia "Sussurri", è sicuramente successivo al film L'arca della verità, poiché nell'episodio della serie Stargate Atlantis la dottoressa Porter dichiara che gli Ori sono stati sconfitti;
- nel ventesimo episodio della quinta stagione della serie Stargate Atlantis, ossia "Il nemico è alle porte", si ha notizia della morte di uno dei personaggi più importanti della serie Stargate SG-1 e cioè George Hammond (probabilmente ultimo omaggio del cast al suo attore Don S. Davis, scomparso proprio quell'anno, nel 2008); ciò viene riferito da Samantha Carter la quale afferma anche che gli verrà intitolata la nave stellare precedentemente chiamata Phoenix (la quale cosa viene mostrata nella serie Stargate Universe).